# Lonchaea subhirta
Lonchaea subhirta är en tvåvingeart som beskrevs av Mcalpine 1964. Lonchaea subhirta ingår i släktet Lonchaea och familjen stjärtflugor. Inga underarter finns listade i Catalogue of Life.